# Modulhus

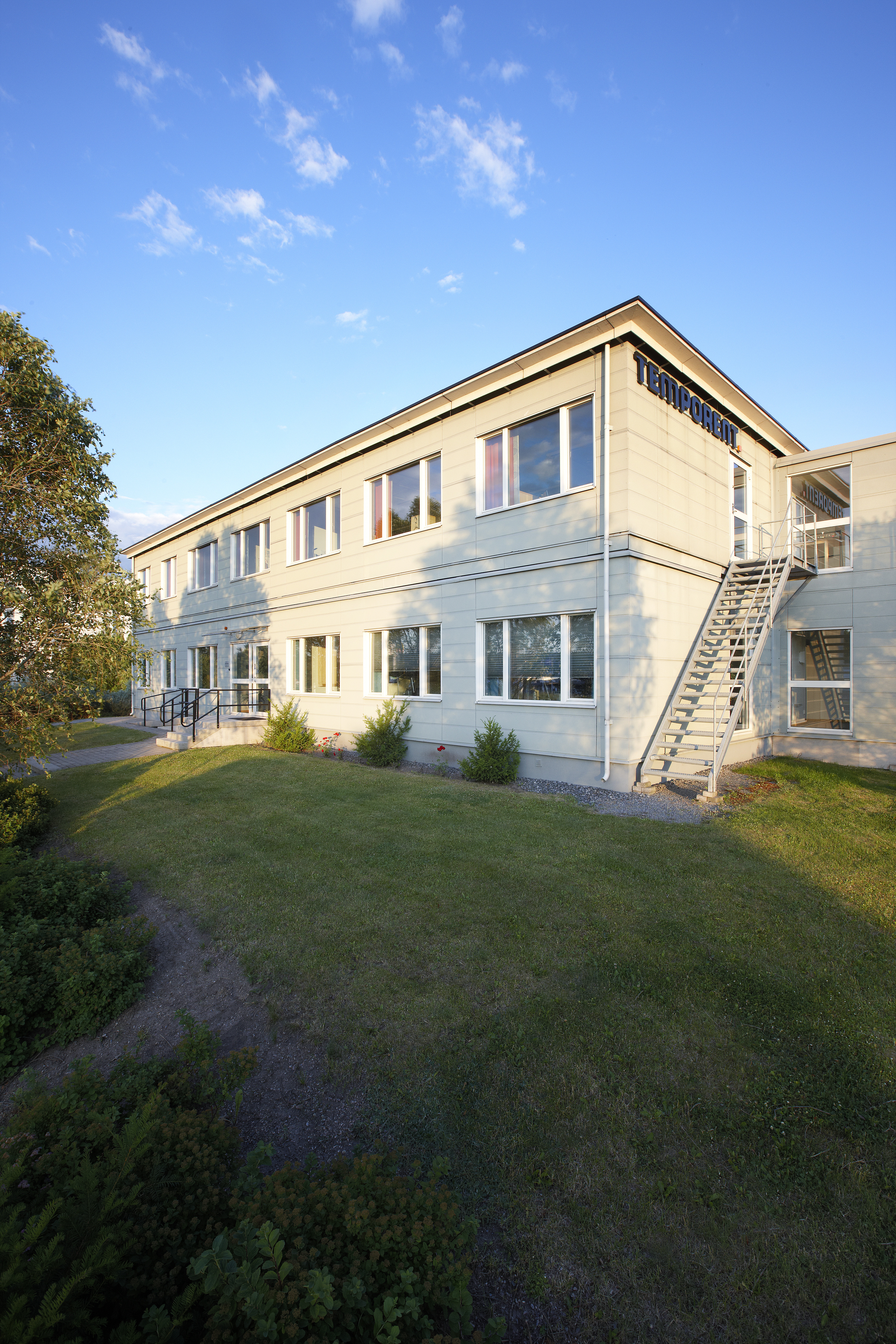
Modulbyggnad, kontor

Modulhus eller modulbyggnad är en typ av hus som sätts ihop av volymelement eller moduler. De kan på så sätt användas som t.ex. bostäder, kontor eller skolor. 

## Modulhus i Sverige
Modulerna byggs i förväg på fabrik, säljs eller hyrs ut, och sätts sedan ihop på plats. I Sverige görs detta bland annat av företagen Nordic Modular Group, Cramo, Expandia, Ramirent, PCS Modulsystem och  Husmoduler AB
Under hösten 2013 omtalades modulhusen, eftersom Boverket i sin pågående satsning för att underlätta byggandet föreslog att reglerna kring tillfälliga bostäder skulle ändras. Detta skulle bland annat göra att det byggdes fler modulhus för unga och studenter.